# کارکنان (فیلم ۱۹۷۵)
کارکنان (به لهستانی: Personel) یک فیلم تلویزیونی ۷۲ دقیقه‌ای به کارگردانی کریشتوف کیشلوفسکی است که در سال ۱۹۷۵ ساخته شده و در سال ۱۹۷۶ منتشر شده‌است. فیلم‌نامهٔ این فیلم نیز توسط کریستوف کیشلوفسکی نوشته شده‌است.
در مقایسه با فیلم‌های قبلی کیشلوفسکی (سوابق کاری و راهروی زیرزمینی) این فیلم در حال‌گذار از نمایش واقعیات مستند به دنیای درون انسان‌ها است اما کماکان سبک مستند روایت آن حفظ شده‌است. صحنه‌ای از فیلم که در آن رومک برای رسیدن به قطار می‌دود، پیش‌تصویری از فیلم شانس کور و صحنهٔ اصلی آن است که در آنجا ویتک به دنبال قطار می‌دود.